# Eseosa Aigbogun
Eseosa Mandy Aigbogun (Zurigo, 23 maggio 1993) è una calciatrice svizzera, centrocampista o attaccante dello Strasburgo e difensore della nazionale svizzera.

## Carriera

### Club
In gioventù Aigbogun ha giocato nel Dietikon. Nel febbraio 2009 si è trasferita alle campionesse svizzere in carica dello Zurigo. Dopo che lo Zurigo si è classificato solo quarto al termine del campionato 2010-2011, si è trasferita al Basilea con il quale ha raggiunto la finale della Coppa Svizzera nel 2013, 2014 e 2015, ma ha vinto la coppa solo nel 2014.
Nell'estate del 2016 decide di affrontare la sua prima esperienza all'estero firmando un contratto con il Turbine Potsdam per la stagione entrante. A disposizione del tecnico Matthias Rudolph fa il suo debutto in Frauen-Bundesliga, massimo livello del campionato tedesco, già alla 1ª giornata di campionato, scendendo in campo da titolare nell'incontro vinto in trasferta per 3-0 sull'Hoffenheim. Alla sua prima stagione con i colori del club di Potsdam, con 2 reti siglate su 20 presenze contribuisce a far raggiungere alla sua squadra il 3º posto in Bundesliga. Dopo una seconda stagione con il club tedesco, durante la finestra estiva di calciomercato 2018 Aigbogun ha lasciato il Turbine Potsdam e da allora veste i colori del Paris FC, squadra di prima divisione francese, firmando un contratto che la lega al club parigino per la stagione 2018-2019. Al termine della sua prima stagione in Francia la società le rinnova la fiducia prolungando il contratto fino all'estate 2021. Negli anni successivi, grazie al 3º posto ottenuto dalla sua squadra al termine del campionato 2021-2022, Aigbogun ha l'opportunità di disputare la UEFA Women's Champions League, tuttavia la sua squadra non riesce a superare il secondo turno di qualificazione dell'edizione 2022-2023 e la calciatrice svizzera totalizza solo due presenze nella competizione UEFA per club.
Dopo 5 anni nel club parigino, il 4 luglio 2023, firma fino al 30 giugno 2025 con la Roma. A disposizione del tecnico Alessandro Spugna, fa il suo debutto in Serie A il 30 settembre 2023, alla 2ª giornata di campionato, schierata nel reparto offensivo della partita casalinga vinta 4-1 con il Como, per poi essere impiegata con regolarità per tutta la prima parte della stagione. Trova ugualmente impiego in turnover sia in Coppa Italia che in Champions League, e alla ripresa delle attività dopo la pausa natalizia scende in campo nella Supercoppa 2023 subendo durante l'incontro un grave infortunio, la lesione del legamento crociato anteriore del ginocchio destro, che la costringerà a disertare il terreno di gioco per diversi mesi.
Nell'estate 2025 ha lasciato la Roma e si è trasferita nuovamente in Francia allo Strasburgo, militante in Première Ligue, la massima serie del campionato francese.

### Nazionale
Nel 2013 viene selezionata nella nazionale svizzera facendo il suo debutto il 21 settembre di quell'anno, nell'incontro vinto per 9-0 sulla Serbia e valido per le qualificazioni per il campionato mondiale 2015, in quell'occasione impiegata nel ruolo di centrocampista esterno destro. In seguito Aigbogun ricoprirà vari ruoli, sia nel reparto difensivo che a centrocampo. Contribuisce alla storica qualificazione della Svizzera alla fase finale di un Mondiale dove, impiegata fin dall'inizio, realizza la sua prima rete a un mondiale il 12 giugno 2015, nella partita vinta per 10-1 sull'Ecuador.
In precedenza è inserita in Cyprus Cup, ottenendo con la maglia rossocrociata un decimo posto rispettivamente nell'edizione 2014, e in Algarve Cup, dove contribuisce ad ottenere l'ottavo posto nell'edizione 2015.

## Statistiche

### Presenze e reti nei club
Statistiche aggiornate al 19 aprile 2025.
| Stagione               | Squadra                | Campionato             | Campionato | Campionato | Coppe nazionali | Coppe nazionali | Coppe nazionali | Coppe internazionali | Coppe internazionali | Coppe internazionali | Altre coppe | Altre coppe | Altre coppe | Totale | Totale |
| Stagione               | Squadra                | Comp                   | Pres       | Reti       | Comp            | Pres            | Reti            | Comp                 | Pres                 | Reti                 | Comp        | Pres        | Reti        | Pres   | Reti   |
| Totale Zurigo          | Totale Zurigo          | Totale Zurigo          | 6          | 2          |                 | ?               | ?               |                      | -                    | -                    |             | -           | -           | 6      | 2      |
| Totale Basilea         | Totale Basilea         | Totale Basilea         | 73         | 35         |                 | ?               | ?               |                      | -                    | -                    |             | -           | -           | 73     | 35     |
| ---------------------- | ---------------------- | ---------------------- | ---------- | ---------- | --------------- | --------------- | --------------- | -------------------- | -------------------- | -------------------- | ----------- | ----------- | ----------- | ------ | ------ |
| 2016-2017              | Turbine Potsdam        | BL                     | 20         | 2          | CG              | 1               | 0               | -                    | -                    | -                    |             | -           | -           | 21     | 2      |
| 2017-2018              | Turbine Potsdam        | BL                     | 9          | 0          | CG              | 3               | 1               | -                    | -                    | -                    |             | -           | -           | 12     | 1      |
| Totale Turbine Potsdam | Totale Turbine Potsdam | Totale Turbine Potsdam | 29         | 2          |                 | 4               | 1               |                      | -                    | -                    |             | -           | -           | 33     | 3      |
| 2018-2019              | Paris FC               | D1                     | 14         | 0          | CF              | 4               | 0               |                      | -                    | -                    |             | -           | -           | 18     | 0      |
| 2019-2020              | Paris FC               | D1                     | 14         | 0          | CF              | 1               | 0               |                      | -                    | -                    |             | -           | -           | 15     | 0      |
| 2020-2021              | Paris FC               | D1                     | 17         | 0          | CF              | 1               | 0               |                      | -                    | -                    |             | -           | -           | 18     | 0      |
| 2021-2022              | Paris FC               | D1                     | 19         | 0          | CF              | 1               | 0               |                      | -                    | -                    |             | -           | -           | 20     | 0      |
| 2022-2023              | Paris FC               | D1                     | 19         | 0          | CF              | 0               | 0               | UWCL                 | 2                    | 0                    |             | -           | -           | 21     | 0      |
| Totale Paris FC        | Totale Paris FC        | Totale Paris FC        | 83         | 0          |                 | 7               | 0               |                      | 2                    | 0                    |             | -           | -           | 92     | 0      |
| 2023-2024              | Roma                   | A                      | 10         | 0          | CI              | 1               | 0               | UWCL                 | 4                    | 0                    | SI          | 1           | 0           | 16     | 0      |
| 2024-2025              | Roma                   | A                      | 7          | 0          | CI              | 3               | 0               | UWCL                 | 1                    | 0                    | SI          | 1           | 0           | 12     | 0      |
| Totale Roma            | Totale Roma            | Totale Roma            | 17         | 0          |                 | 4               | 0               |                      | 5                    | 0                    |             | 2           | 0           | 28     | 0      |
| Totale carriera        | Totale carriera        | Totale carriera        | 208        | 39         |                 | 16+             | 1+              |                      | 6                    | 0                    |             | 2           | 0           | 232+   | 40+    |

## Palmarès

### Club
- Campionato svizzero: 1

Zurigo: 2009-2010
- Coppa Svizzera: 1

Basilea: 2013-2014
- Campionato italiano: 1

Roma: 2023-2024
- Coppa Italia: 1

Roma: 2023-2024
- Supercoppa italiana: 1

Roma: 2024

### Nazionale
- Cyprus Cup: 1

2017